# Molophilus (Molophilus) capricornis
Molophilus (Molophilus) capricornis is een tweevleugelige uit de familie steltmuggen (Limoniidae). De soort komt voor in het Neotropisch gebied.